# 茅维
茅維（1575年—1645年），字孝若，號僧曇，浙江湖州府歸安縣人，明朝劇作家。

## 生平
茅坤第四子。生平不得志於科舉，萬曆四十三年（1615年）乙卯科順天鄉試舉人，四十四年（1616年）丙辰科會試中副榜。與臧懋循、吳稼竳、吳夢暘並稱“苕溪四子”。著有《凌霞新劇》共三十五本，今存六本雜劇《蘇園翁》、《秦廷筑》、《金門戟》、《醉新豐》、《鬧門神》、《雙合歡》 等。另編有《蘇文忠公全集》。

## 延伸阅读
[在维基数据编辑]
 《明史卷二百八十七》，出自《明史》